# Alex Kessidis
Alexandros Michel Kessidis (23 de marzo de 1995) es un deportista sueco que compite en lucha grecorromana.
Ganó una medalla de plata en el Campeonato Mundial de Lucha de 2019 y una medalla de bronce en el Campeonato Europeo de Lucha de 2020, ambas en la categoría de 77 kg. En los Juegos Europeos de Minsk 2019 obtuvo una medalla de bronce en la misma categoría.

## Palmarés internacional
| Campeonato Mundial | Campeonato Mundial     | Campeonato Mundial | Campeonato Mundial |
| Año                | Lugar                  | Medalla            | Categoría          |
| ------------------ | ---------------------- | ------------------ | ------------------ |
| 2019               | Nursultán (Kazajistán) | Medalla de plata   | 77 kg              |
| Juegos Europeos    |                        |                    |                    |
| Año                | Lugar                  | Medalla            | Categoría          |
| 2019               | Minsk (Bielorrusia)    | Medalla de bronce  | 77 kg              |
| Campeonato Europeo |                        |                    |                    |
| Año                | Lugar                  | Medalla            | Categoría          |
| 2020               | Roma (Italia)          | Medalla de bronce  | 77 kg              |